# Radio Shalom
Radio Shalom est une station de radio locale juive à Paris. 
La Fédération des Juifs de France, après l'attentat de la rue Copernic et la libéralisation de la bande FM en 1981, décide de créer Radio Shalom. La présidence a été successivement assurée par Adolphe Kornman, Pierre Slivinski, Albert Mallet,, Robert Assaraf et, depuis le 6 octobre 2016, par Armand Amsellem.

## Fréquence
La radio, créée en 1981, partage sa fréquence avec Radio J et RCJ, chacune ayant reçu initialement un temps d'antenne égal, soit 25 % du temps total,,.

## Principes fondamentaux
La radio se veut un lieu de rencontre privilégié entre les communautés, un lieu d'informations sur le processus de paix au Proche-Orient, et un lieu consacré à la culture du Moyen-Orient.
La radio connaît une crise interne entre 2012 et 2014, à la suite du retrait de Robert Assaraf qui en confie la gérance à Roger Assaraf.
Les journalistes de Radio Shalom sont notamment Bernard Abouaf et Pierre Gandus. Le 6 octobre 2016, ils obtiennent que la justice consulaire privilégie un plan de reprise de la radio par les salariés à la suite d'un redressement judiciaire, et prennent la direction de la radio.